# Паскал Дуков
Паскал Дуков е български драматичен актьор.

## Биография
Роден е във Варна през 1900 г. През 1918 г. завършва гимназиалното си образование във Варна. Дебютира през 1920 г. с ролята на Фердинанд в „Крадецът“ на А. Бернщайн във Варненски пътуващ театър. От 1921 до 1924 г. е актьор във Варненски общински театър. През 1924-1925 г. е актьор в пътуващата трупа на Петър Стойчев. От 1925 до 1929 г. играе на сцената на Народния театър, а след това в частния театър на Петър Стойчев. Почива на 28 февруари 1930 г. в София.

## Роли
Паскал Дуков играе множество роли, по-значимите са:
- Дамис – „Тартюф“ на Молиер
- Лизандър – „Сън в лятна нощ“ на Уилям Шекспир
- Орсино – „Дванайсета нощ“ на Уилям Шекспир
- Кирчев – „Големанов“ на Ст. Л. Костов
- Дон Карлос – „Дон Карлос“ на Фридрих Шилер
- Арман – „Дамата с камелиите“ на Александър Дюма-син[1]

## Филмография
- Любен – „Пленникът от Трикери“ (1929)
- Еньо – „Земя“ (1930)